# Florence Collingbourne
Florence Collingbourne foi uma atriz britânica da era do cinema mudo.